# Marisome
marisome（マリソメ）は、ピックル株式会社が運営する恋活・婚活マッチングサイトであり、2013年6月にサイトをオープンした。

## 概要
marisomeでは様々な居住地、年齢、性別、趣味、性格など、多種多様なプロフィールを持つ会員から条件を設定し、条件に合った相手を探すことができる。
- サイト会員数は2013年8月時点で1,500人以上が登録している[1]。

## 沿革
- 2013年（平成25年）
  - 6月1日 - 婚活マッチングサイト「marisome」をオープン
  - 7月9日 - 「リアル恋愛シミュレーション」サービス開始

## サービス
プロフィール登録後、写真や条件で気になる相手を探して「いいね！」ボタンを押し、相手からも「いいね！」が返ってくるとマッチング成立となる。マッチングが成立すると初めてメッセージのやり取りが可能となり、やり取りの中でお互いのことを気に入ればメールアドレスやSNSアカウントなどの連絡先を交換することができるシステム。

## 機能
基本的な婚活サイト機能の他にも以下のような特徴的な機能を持っている。

### リアル恋愛シミュレーション
気になる相手とオンライン上のゲームを通して恋愛を疑似体験し、出会う前に相手の恋愛志向や性格などを垣間見ることで、実際に出会ってからのミスマッチを防ぐことを目的とした機能。
気になる相手、もしくはランダムに選ばれた相手と、独自の恋愛ストーリーを元にゲームを進めていき、ストーリー上の重要な場面で用意された選択肢を選んだり、フリーメッセージで会話をしながら話を進めていく。
例えば“会社の先輩・後輩”、“幼馴染”、“三角関係”などの人物設定や、初デート場所を“水族館”や“動物園”などのシチュエーションを決定し、ストーリーの中では“今日の服装”や“ドライブ中に聴く音楽”、“待ち合わせ場所”などの場面・場所で選択肢を選びながら物語を進める。お互いの選択肢によってストーリー内容が変わるので、2人だけの恋愛ストーリーを創れるシステム。